# Francone da Colonia
Francone da Colonia (seconda metà del XIII secolo) è stato un compositore tedesco.
Fu uno dei massimi teorici musicali del tardo Medioevo e il primo a proporre l'idea di trasformare la notazione musicale. Introdusse il principio che la durata di ogni nota possa essere rappresentata graficamente da una corrispettiva figura, che ora acquisisce valore oggettivo, a differenza della semiografia precedente in cui i valori potevano variare anche in base al solo contesto in cui erano inseriti. La codificazione delle "ligaturae" statuita da Francone, fu quella ufficialmente accettata dai teorici e dai compositori, dal Rinascimento fino al XVII secolo.

## Biografia
Pochi dettagli sono noti sulla sua vita ed alcuni altri possono essere interpretati. In un suo trattato descrive se stesso come cappellano papale e precettore dei Cavalieri Ospitalieri di San Giovanni a Colonia, una posizione molto preminente nel nord Europa nel XIII secolo. Altri documenti dell'epoca si riferiscono a lui come "Franco di Parigi" o "Franco il teutonico"; da allora il suo nome è legato intimamente alla Scuola di Notre Dame di Parigi e la sua origine teutonica è menzionata in diversi documenti. Egli era probabilmente tedesco, probabilmente viaggiò fra Colonia e Parigi, che a quel tempo avevano strette relazioni e forse aveva una posizione nella Scuola di Notre Dame come insegnante, compositore o maestro di canto.
Jacopo di Liegi, nel suo trattato dei primi del XIV secolo Speculum musicae, in una appassionata difesa dell'Ars antiqua del XIII secolo contro la "nuova e dissoluta lascivia" dell'Ars nova, menziona una composizione di Francone da Colonia, un mottetto a tre voci. Nessuna musica di Francone, o a lui attribuita, è pervenuta ai nostri giorni, anche se alcuni lavori del tardo XIII secolo provenienti da Parigi e scritti in stile tedesco gli sono stati attribuiti.

## I suoi lavori
Il suo maggior lavoro fu Ars cantus mensurabilis, un lavoro che fu molto copiato e circolò in tutta Europa influenzando la scrittura musicale per oltre cento anni. Contrariamente a molti trattati del XIII secolo, esso fu una guida pratica e scevro da speculazioni metafisiche; esso fu scritto per i musicisti e pieno di esempi pratici per spiegare le idee trattate.
Le problematiche in esso trattate si riferivano all'organum, al discanto, alla clausula e chiaramente a tutte le tecniche di composizione della Scuola di Notre Dame. I modi ritmici sono scritti in dettaglio nonostante Francone avesse uno schema diverso che era descritto nel trattato anonimo De mensurabili musica scritto nello stesso periodo. Questo trattato venne attribuito a Giovanni di Garlandia, ma da uno studio del 1980 è stato accertato che egli fece stampare un manoscritto anonimo del tardo XIII secolo.
La parte preminente del trattato di Francone, e forse la più famosa, è che le singole note possono definire la loro durata. Precedentemente, sotto il sistema dei modi ritmici, la durata era basata sul contesto: una sequenza di note su di una pagina sarebbe stata interpretata come una serie di note lunghe e brevi attraverso l'istruzione del cantore basata su una serie di regole imparate. Mentre con il vecchio metodo occorrevano studi lunghi decine di anni per acquisire le necessarie abilità, con il metodo di Francone ogni nota aveva la sua forma che rappresentava anche la sua durata nel tempo. Dall'evidenza risultante dai suoi trattati e dagli scritti degli studiosi degli anni seguenti sembra che questa innovazione sia subito stata ben accolta; oltretutto Francone era cappellano papale e precettore di un potente ordine di cavalieri, e forse l'accettazione del metodo può aver avuto poco a che fare con la democrazia. 
Secondo molti studiosi di teoria musicale del medioevo, l'Ars cantus mensurabilis è del 1280 mentre il De mensurabili musica data circa 1240, e quindi non molto lontana dall'altra; chiaramente la metà del XIII secolo fu un periodo di progressi nel campo della notazione musicale e della teoria.
Il compositore che seguì Francone fu Petrus de Cruce uno dei maggiori compositori di mottetti della tarda Ars antiqua (uno dei pochi di cui si è conosciuto il nome; infatti molti dei lavori di quel tempo sono anonimi.)